# 9950 ESA
9950 ESA este o planetă minoră (asteroid) din Asteroid Amor. A fost descoperită pe 8 noiembrie 1990 la observatoire de la Côte d'Azur⁠(d) de Christian Pollas și a fost numită după Agenția Spațială Europeană. 
Obiectul prezintă o orbită caracterizată de o semiaxă mare de 2,4369619 UAi, o excentricitate de 0,5301027, o înclinație de 14,586676935346 ° în raport cu ecliptica.